# Autobiography (Ashlee Simpson)
Autobiography è l'album di debutto della cantautrice e attrice statunitense Ashlee Simpson, pubblicato il 20 luglio 2004 negli Stati Uniti d'America e in Canada.
Negli Stati Uniti è stato il maggior debutto di un'artista femminile del 2004. Grazie al successo del primo singolo Pieces of Me, l'album ha debuttato alla vetta della Billboard 200, vendendo 398 000 copie nella prima settimana. A settembre divenne triplo disco di platino, e secondo la Nielsen SoundScan, con 2 500 000 copie fu il nono disco più venduto nel 2004. Ad agosto 2005 le copie vendute erano 2,9 milioni.
In Canada l'album debuttò alla 37ª posizione con circa 3000 copie vendute, e raggiunse l'ottava posizione alla 25ª settimana dall'uscita. A gennaio 2005 fu premiato con il doppio disco di platino.
Nel Regno Unito uscì il 4 ottobre 2004 debuttando alla 31ª posizione, ma calò ben presto dalla top 40, ritornandovi solo con la pubblicazione del secondo singolo La La il 24 gennaio 2005 (dato che il singolo Shadow non fu pubblicato in Europa). In Irlanda, sempre per il successo del singolo La La, raggiunse la 22ª posizione nel gennaio 2005.
La Simpson è coautrice di tutte le tracce, che descrive come sue vere emozioni. L'album, prodotto da John Shanks, varrà a quest'ultimo un Grammy Award nel 2005 come miglior produttore nella categoria Non-Classical. Tuttavia la critica si spacca sulle performance della cantante e in particolare frasi poco amichevoli vengono dalla rivista Rolling Stone, che la etichetta come la brutta copia di Avril Lavigne, di pochissimo tempo (giorni) più grande.

## Promozione e controversie
Nel 2003 MTV accompagna il processo di produzione dell'album con il reality show The Ashlee Simpson Show, che cattura l'attenzione di un grande pubblico e ne risulta il principale veicolo di promozione. Successivamente Autobiography riceve una martellante promozione negli Stati Uniti, dove per altro venderà la maggior parte delle copie, durante la quale si verificano alcuni memorabili intoppi: il 23 ottobre 2004 la Simpson viene scelta per partecipare come ospite musicale al prestigioso programma statunitense Saturday Night Live. Secondo il format del programma, era previsto che si esibisse con due canzoni; la sua prima esibizione, Pieces Of Me, si svolge senza problemi: tuttavia, all'inizio della seconda, che sarebbe dovuta essere la title track Autobiography (ai tempi prevista come singolo), qualcosa va storto: una traccia vocale di Pieces Of Me viene mandata erroneamente in diffusione, nell'istante in cui il microfono si trova ancora lontano dalla sua bocca. La Simpson improvvisa per qualche secondo uno strano balletto nel momento in cui si rende conto del tragico errore. Tuttavia, dopo pochi secondi, abbandona il palco in preda all'imbarazzo. La sua band continua a suonare per qualche secondo, fino a quando il programma viene interrotto da uno spot pubblicitario. Durante la chiusura dello show la Simpson appare con l'ospite della serata, Jude Law, scusandosi per l'accaduto ma riversando sulla sua band tutta la responsabilità. Ne segue un'enorme polemica mediatica in cui la Simpson viene ripetutamente derisa, giudicata sleale e accusata di cantare in Playback. L'opinione pubblica comincia quindi a evidenziare la sua debolezza come cantante e a mettere in dubbio l'autenticità del suo personaggio. Successivamente la Simpson ritira le accuse affrettate rivolte alla sua band affermando, in un'intervista per il programma Total Request Live, di aver avuto gravi problemi alle corde vocali causati da un reflusso gastroesofageo, in seguito al quale il suo dottore le aveva raccomandato di non cantare. Le era stato quindi imposto di ricorrere all'aiuto di una traccia vocale come sostegno per la performance. Secondo la sua versione, il suo batterista avrebbe premuto il tasto sbagliato, riproducendo erroneamente la traccia della canzone precedente. La settimana seguente viene mandato in onda un servizio di 60 Minutes sul Saturday Night Live, filmato la stessa settimana dell'incidente, in cui si può effettivamente vedere Ashlee Simpson alle prese con dei problemi causati dalla sua voce già durante le prove. Nonostante abbia più volte sostenuto in numerose interviste di aver realmente cantato, molti critici hanno riconosciuto nella traccia vocale un chiaro tentativo di esibirsi totalmente in playback. L'episodio rimarrà nella storia come uno dei più grandi disastri nella storia dello show ed è tuttora riconosciuto come il principale responsabile circa il successivo declino della sua carriera.
Come se non bastasse, il 4 gennaio 2005 canta La La nell'intervallo dell'Orange Bowl: la sua esibizione è un fiasco, con la disapprovazione di molti degli oltre 72 000 spettatori presenti, sia per il poco tempo a sua disposizione, che per la sua performance stonata e fuori tempo. Un'altra pecca nella sua carriera, dovuta stavolta ad un guasto audio dello spettacolo, che aveva dato problemi anche a Kelly Clarkson esibitasi precedentemente. Cosmopolitan la sceglie per la copertina di febbraio, indicandola come la Fun Fearless Female of the Year.
Nonostante questi spiacevoli episodi avvenuti durante la promozione dell'album, Autobiography continua ad ottenere ottimi risultati e fra la metà di febbraio ed aprile inizia il primo tour della Simpson negli Stati Uniti, con due date anche in Canada, che ottiene un grande successo.

## Tracce
1. Autobiography – 3:34 (Ashlee Simpson, John Shanks, Kara DioGuardi)
2. Pieces of Me – 3:37 (Ashlee Simpson, John Shanks, Kara DioGuardi)
3. Shadow – 3:57 (Ashlee Simpson, John Shanks, Kara DioGuardi)
4. La La – 3:42 (Ashlee Simpson, John Shanks, Kara DioGuardi)
5. Love Makes the World Go Round – 3:45 (Ashlee Simpson, John Shanks)
6. Better Off – 3:27 (Ashlee Simpson, John Shanks, Kara DioGuardi)
7. Love Me for Me – 3:27 (Ashlee Simpson, John Shanks, Shelly Peiken)
8. Surrender – 3:20 (Ashlee Simpson, John Shanks, Kara DioGuardi)
9. Unreachable – 3:53 (Ashlee Simpson, Stan Frazier, Steve Fox, Robbie Nevil, Billy Mann)
10. Nothing New – 3:06 (Ashlee Simpson, John Shanks, Kara DioGuardi)
11. Giving It All Away – 2:56 (Ashlee Simpson, John Feldmann)
12. Undiscovered – 4:56 (Ashlee Simpson, John Shanks)

## Classifiche

### Classifiche settimanali
| Classifiche (2004) | Posizione massima |
| ------------------ | ----------------- |
| Australia          | 40                |
| Austria            | 37                |
| Belgio (Fiandre)   | 80                |
| Canada             | 8                 |
| Francia            | 96                |
| Germania           | 27                |
| Irlanda            | 22                |
| Norvegia           | 29                |
| Regno Unito        | 31                |
| Stati Uniti        | 1                 |
| Svezia             | 44                |
| Svizzera           | 36                |

### Classifiche di fine anno
| Classifica (2004) | Posizione |
| ----------------- | --------- |
| Stati Uniti       | 18        |
| Classifica (2005) | Posizione |
| Stati Uniti       | 92        |